# 罗伯托·普鲁佐
罗伯托·普鲁佐（義大利語：Roberto Pruzzo，1955年4月1日—），意大利男子足球运动员，场上位置是前锋。他曾代表意大利国家队参加1980年欧洲足球锦标赛，结果获得第四名。